# Petra Kelly

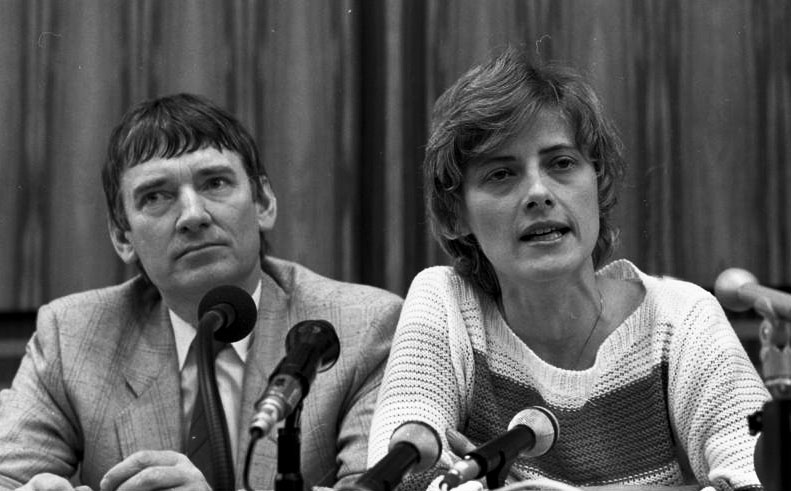
Kelly e Otto Schily após a eleição federal da Alemanha Ocidental, 1983

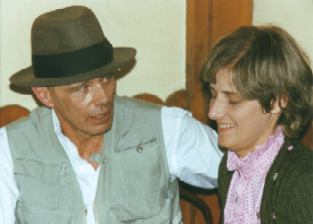
Joseph Beuys com Petra Kelly. Fotografados por Rainer Rappmann

Petra Karin Kelly (29 de novembro de 1947 - 1 de outubro de 1992) foi uma política do Aliança 90/Os Verdes da Alemanha e ativista ecofeminista. Foi fundamental na fundação do Partido Verde Alemão, o primeiro partido verde a ganhar destaque nacionalmente na Alemanha e no mundo.

## Primeiros anos
Kelly nasceu em Günzburg, Baviera, então Alemanha Ocupada - Zona Americana de Ocupação, Alemanha), em 1947, como Petra Karin Lehmann. Teve seu nome mudado para Kelly depois que sua mãe se casou com John E. Kelly, um oficial do Exército dos EUA. Foi educada num convento católico romano em Günzburg e depois frequentou a escola na Geórgia e Virgínia quando sua família se mudou em 1959 para os Estados Unidos, onde viveu e estudou nos Estados Unidos até seu retorno à Alemanha Ocidental em 1970. Ela manteve sua cidadania alemã (ocidental) por toda a vida.
Era admiradora de Martin Luther King Jr e fez campanha para Robert F. Kennedy e Hubert Humphrey nas eleições presidenciais dos Estados Unidos, 1968 | Ela estudou ciências políticas na Escola de Serviço Internacional da Universidade Americana (Washington, DC), onde se formou em 1970. Ela se formou no Instituto Europeu da Universidade de Amsterdã em 1971.
Enquanto trabalhava na Comissão Europeia (em Bruxelas, de 1971 a 1983), participou em numerosas campanhas de paz e ambientais na Alemanha e noutros países.
Depois de trabalhar por dois anos na Comissão Europeia, mudou para um cargo administrativo no Comitê Econômico e Social, onde defendeu os direitos das mulheres.

## Partido Verde alemão
Em 12 de maio de 1983, Kelly, Gert Bastian e três outros membros do Bundestag Verde desdobraram um banner na Alexanderplatz em Berlim Oriental, que dizia: "Os Verdes - Swords to Ploughshares"". Depois de serem presso, eles se encontraram com partidos da oposição da Alemanha Oriental. As autoridades da Alemanha Oriental toleraram isso desde que os Verdes da Alemanha Ocidental repudiaram a Decisão Dupla da OTAN. Em outubro de 1983, Erich Honecker, o líder da República Democrática Alemã, conheceu Petra Kelly, Gert Bastian e outros Verdes. Kelly usava um pulôver com as palavras "Swords to Ploughshares" nele. Ela exigiu a libertação de todos os prisioneiros do movimento de paz da Alemanha Oriental e perguntou a Honecker por que ele reprimiu algo na RDA que ele apoiou no Ocidente.
Em 1984, Kelly escreveu o livro  Fighting for Hope , publicado pela South End Press. O livro é um apelo urgente por um mundo livre de violência entre o Norte e o Sul, homens e mulheres, nós mesmos e nosso meio ambiente. Nos últimos anos de sua vida, Kelly tornou-se cada vez mais distante da maioria de seus colegas de partido devido à virada pragmática assumida pelos Verdes na época, enquanto ela continuava a se opor a qualquer aliança com partidos políticos tradicionais.

## Morte
Em 19 de outubro de 1992, os corpos decompostos de Kelly e seu parceiro, ex-general e político verde Gert Bastian (nascido em 1923), foram descobertos no quarto de sua casa em Bonn por policiais que receberam telefonemas da esposa de Bastian e da avó de Kelly, que relataram que não terem ouvido falar de Bastian ou Kelly por algumas semanas. A polícia determinou que Kelly foi morta a tiros por Bastian enquanto dormia, o qual então se matou. Ela tinha 44 anos, ele 69.  A última vez que alguém ouviu falar do casal foi em 30 de setembro de 1992, quando Kelly enviou um pacote para sua avó. A polícia estimou que as mortes provavelmente ocorreram em 1 de outubro, mas a hora exata da morte não pôde ser identificada devido ao atraso na localização dos corpos e seu estado de decomposição. Kelly foi sepultada no Waldfriedhof em Würzburg, nas proximidades de Heidingsfeld na Baixa Francônia, Bavaria.

## Premiações
- 1982: Prémio Nobel Alternativo
- Em 2006, Kelly ficou em 45º lugar na lista britânica de cientistas, ativistas, escritores, economistas e naturalistas que, no seu ponto de vista, fizeram o máximo para salvar o planeta. Kelly foi posicionada entre o ecologista tropical Mike Hands e o visionário dos parques nacionais John Gordon Dower].[12]

## Trabalhos
- Kelly, Petra K. Thinking Green! Essays on Environmentalism, Feminism, and Nonviolence, Parallax Press, Berkeley, California, 1994 (ISBN 0-938077-62-7)
- Kelly, Petra K. Nonviolence Speaks to Power, online book, almost complete text (also, out of print, published by Matsunaga Institute for Peace, University of Hawaii, 1992, ISBN 1-880309-05-X)